# Chris Hoy
Sir Christopher Andrew "Chris" Hoy MBE (ur. 23 marca 1976 w Edynburgu) – brytyjski kolarz torowy, multimedalista mistrzostw świata, sześciokrotny złoty medalista olimpijski. W 2008 otrzymał tytuł szlachecki Sir.

## Życiorys
Przed karierą na torze ścigał się w wyścigach BMX.
W maju 2007 roku wyruszył do stolicy Boliwii La Paz, gdzie znajduje się najwyżej położony tor kolarski na świecie, aby pobić trzy rekordy świata - 1 km ze startu zatrzymanego, 500 m ze startu lotnego oraz 200 m ze startu lotnego.
11 maja 2007 podjął się pobicia rekordu świata na dystansie 1 km ze startu zatrzymanego. Uzyskany przez niego czas 59.103 s był o 0.228 s gorszy od rekordu świata. Następnego dnia odbyła się druga próba zakończona czasem 58.880s, czyli gorszym zaledwie o 0.005s. Pomimo porażki Hoy podjął się ataku na rekord na dystansie 500 metrów ze startu lotnego, z czasem 24.758s pobił poprzedni rekord o 1.092 sekundy. Próby ataku na rekord 200 metrów nie było. Hoy skoncentrował się na konkurencjach olimpijskich, keirin, sprint i sprint drużynowy.

## Podsumowanie

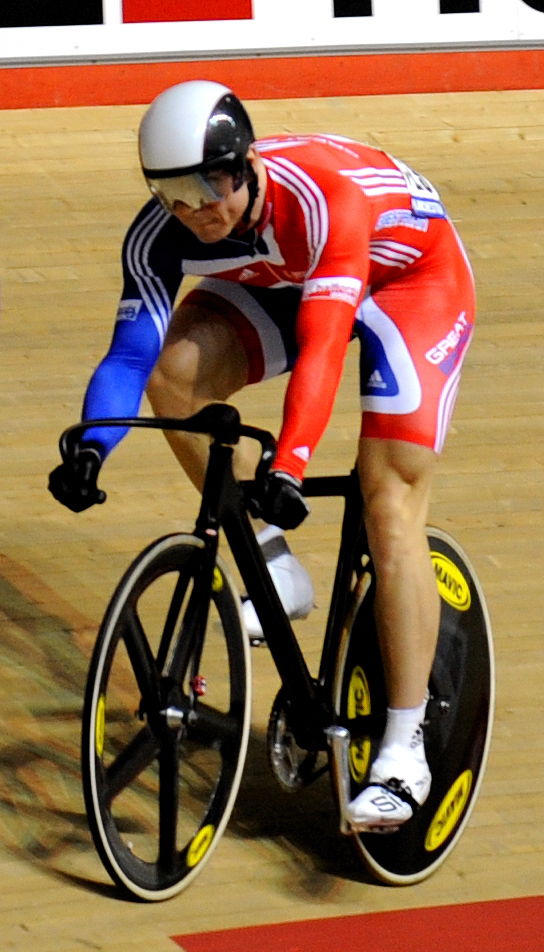
Chris Hoy, mistrzostwa świata w kolarstwie torowym 2008

### Igrzyska olimpijskie
- 2000 -  sprint drużynowo
- 2004 -  1 km ze startu zatrzymanego
- 2008 -  sprint drużynowo;  keirin;  sprint
- 2012 -  sprint drużynowo;  keirin

### Mistrzostwa świata w kolarstwie torowym
- 1999 −  sprint drużynowo
- 2000 −  sprint drużynowo
- 2001 −  sprint drużynowo
- 2002 −  1 km ze startu zatrzymanego;  sprint drużynowo
- 2003 −  sprint drużynowo
- 2004 −  1 km ze startu zatrzymanego;  sprint drużynowo
- 2005 −  sprint drużynowo;  1 km ze startu zatrzymanego
- 2006 −  1 km ze startu zatrzymanego;  sprint drużynowo
- 2007 −  keirin;  1 km ze startu zatrzymanego;  sprint drużynowo
- 2008 −  sprint;  keirin;  sprint drużynowo
- 2010 −  keirin;  sprint drużynowo
- 2011 −  keirin;  sprint
- 2012 −  keirin;  sprint